# Kalevanrinne
Kalevanrinne est un quartier de Tampere en Finlande,.

## Description
Kalevanrinne est le 19ème quartier de Tampere. 
Il est situé entre les quartiers de Kaleva et de Järvensivu.
Il est limitrophe de  Liisankallio et Kalevanharju à l'ouest, et de Hakametsä et Vuohenoja à l'est.
Parmi les commerces de Kalevanrinne citons Prisma, Musti ja Mirri, Power et Gigantti (fi).

## Histoire
Le quartier de Kalevanrinne était entre Sammonkatu, Kaupintie et Kalevantie.
À l'est, la délimitation du quartier a été imprécise dans les années 1940 et 1950 puis modifiée avec le zonage de Kissanmaa dans les années 1950. 
Kalevanrinne a commencé à être zonée et construite après les guerres d'hiver et de continuation. 
En 1945-46, on construit les maisons d'urgence le long de Kalevantie pour atténuer la pénurie de logements. Il y avait deux groupes de dix maisons en bois, chacune avec 12 foyers. 
La population est passée à 800 habitants avec 3,3 habitants en moyenne par logement. 
Les maisons d'urgence ont été appelées «avant» et «arrière de l'Inde». 
Une fois la pénurie de logements atténuée, ils sont restés des logements sociaux, qui n'ont été démolis que dans les années 1970, le dernier en 1995.

## Galerie

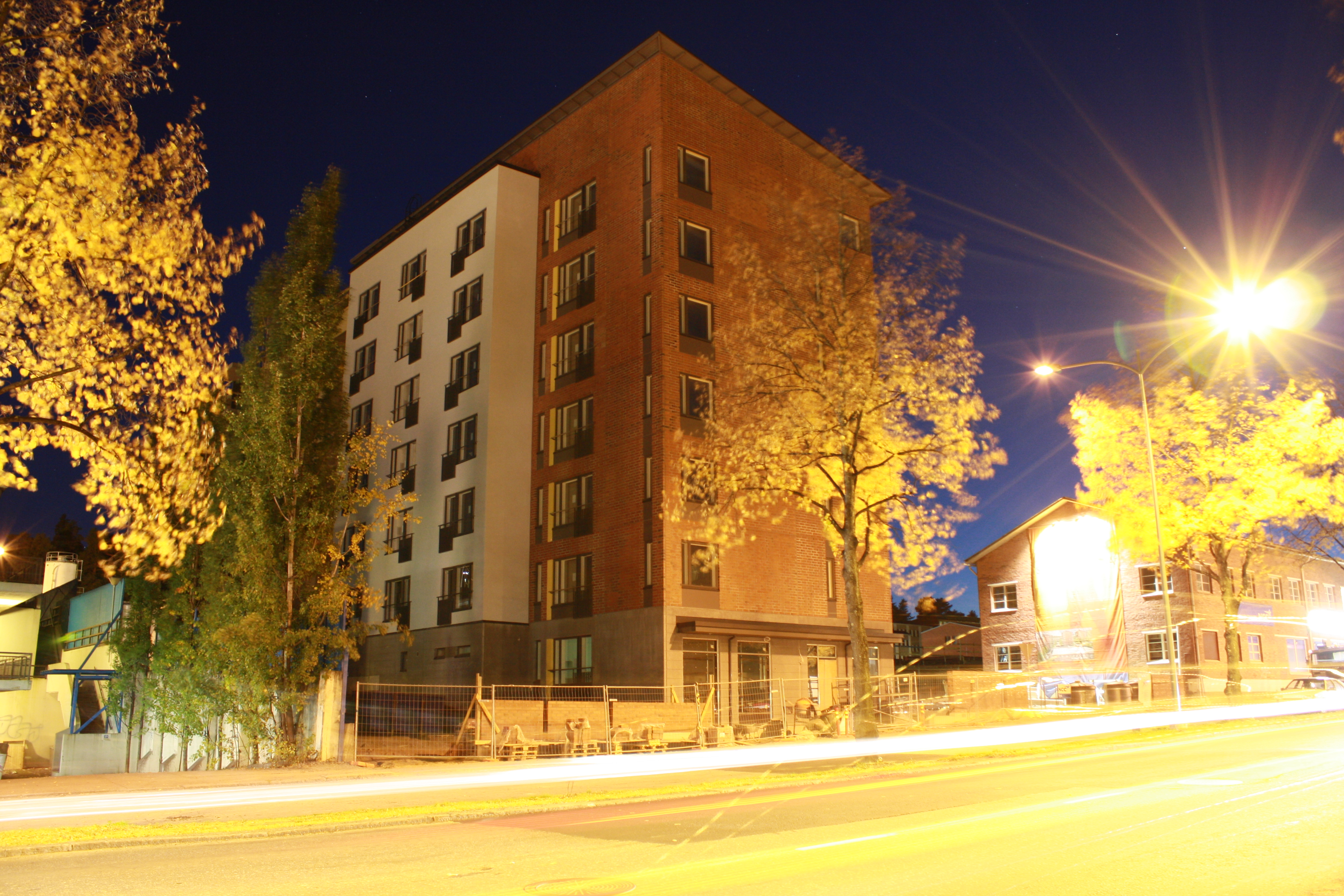
Le bâtiment Jarinsampo.
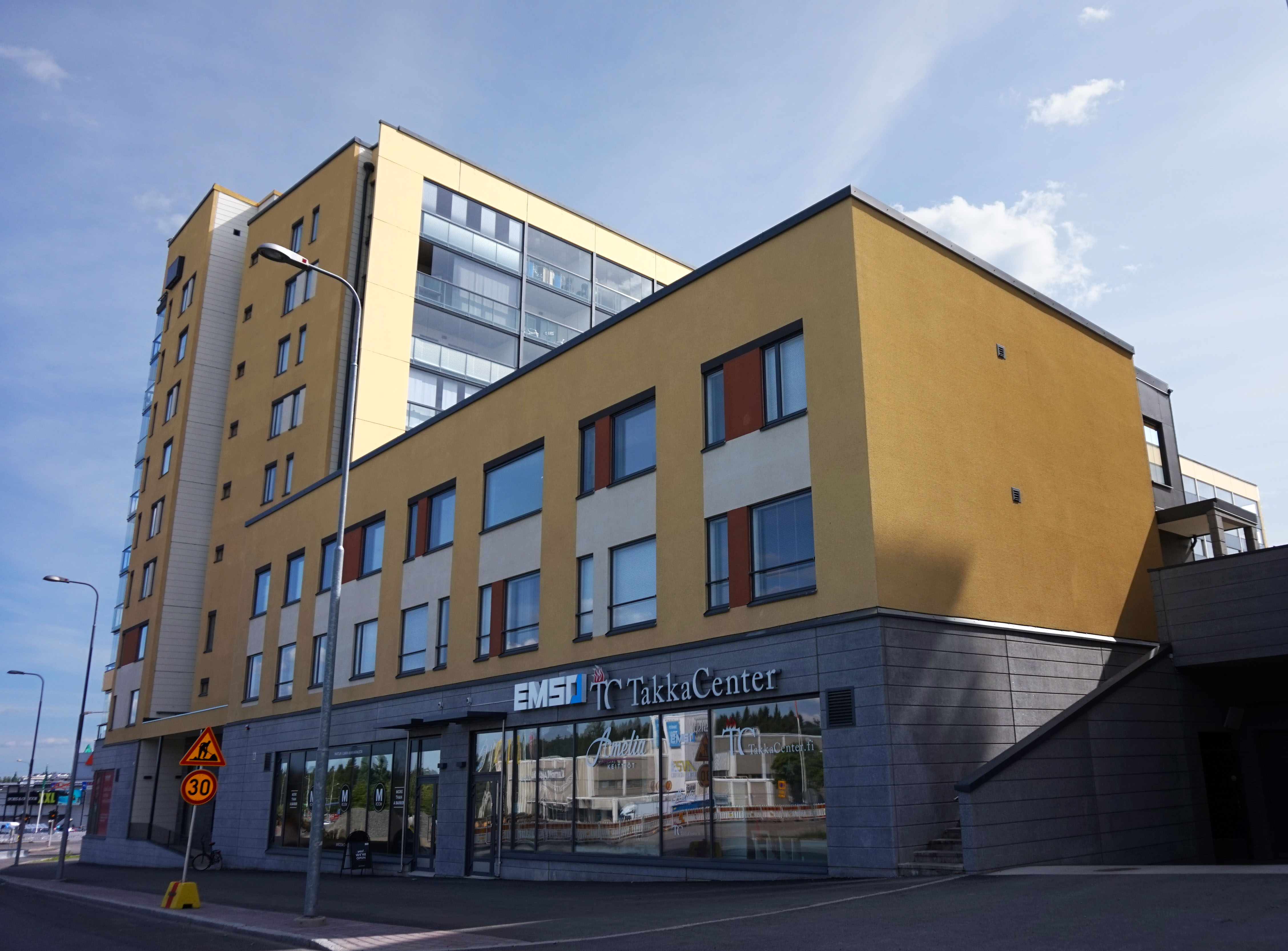
La rue Sammonkatu.
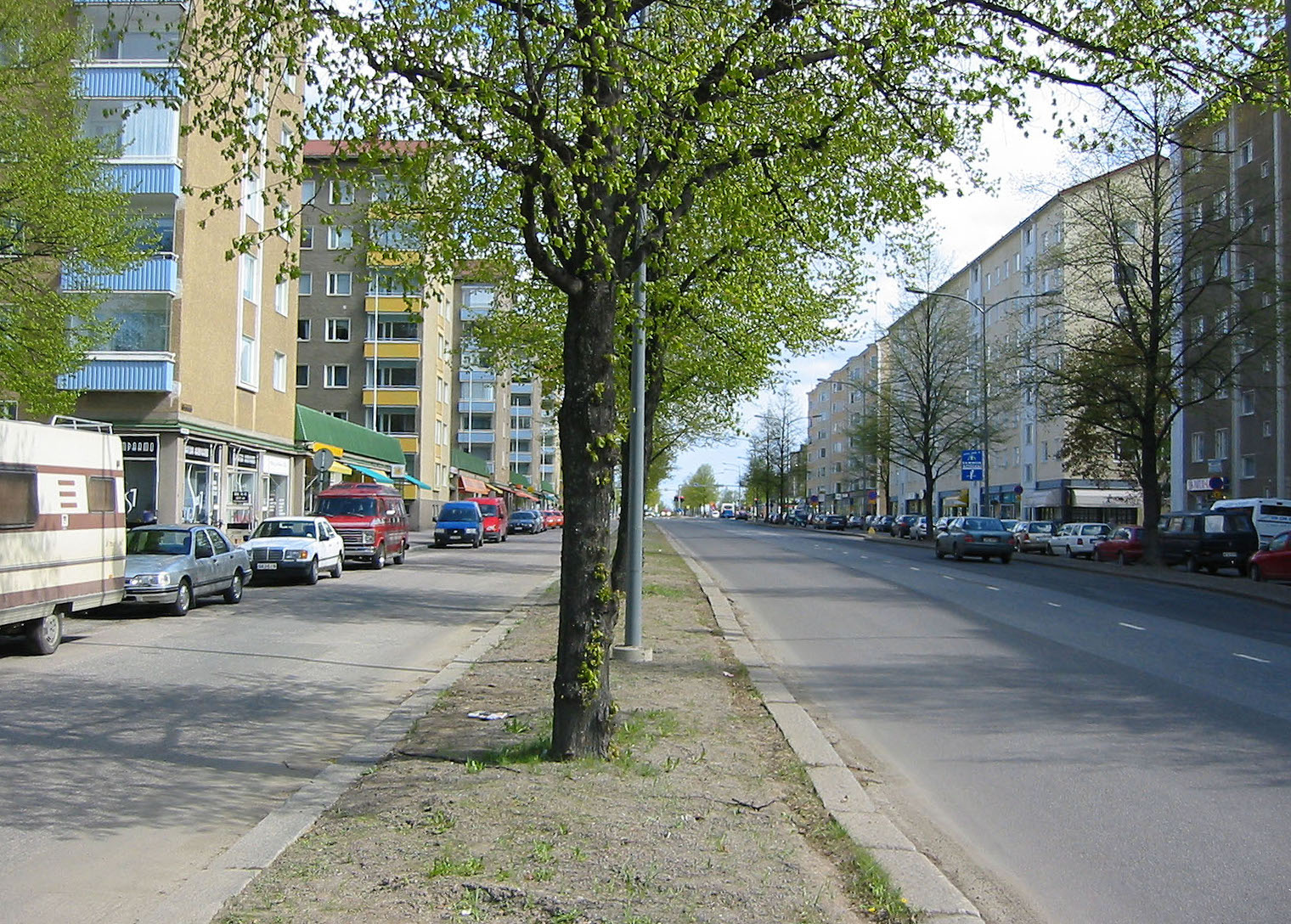
La rue Sammonkatu.
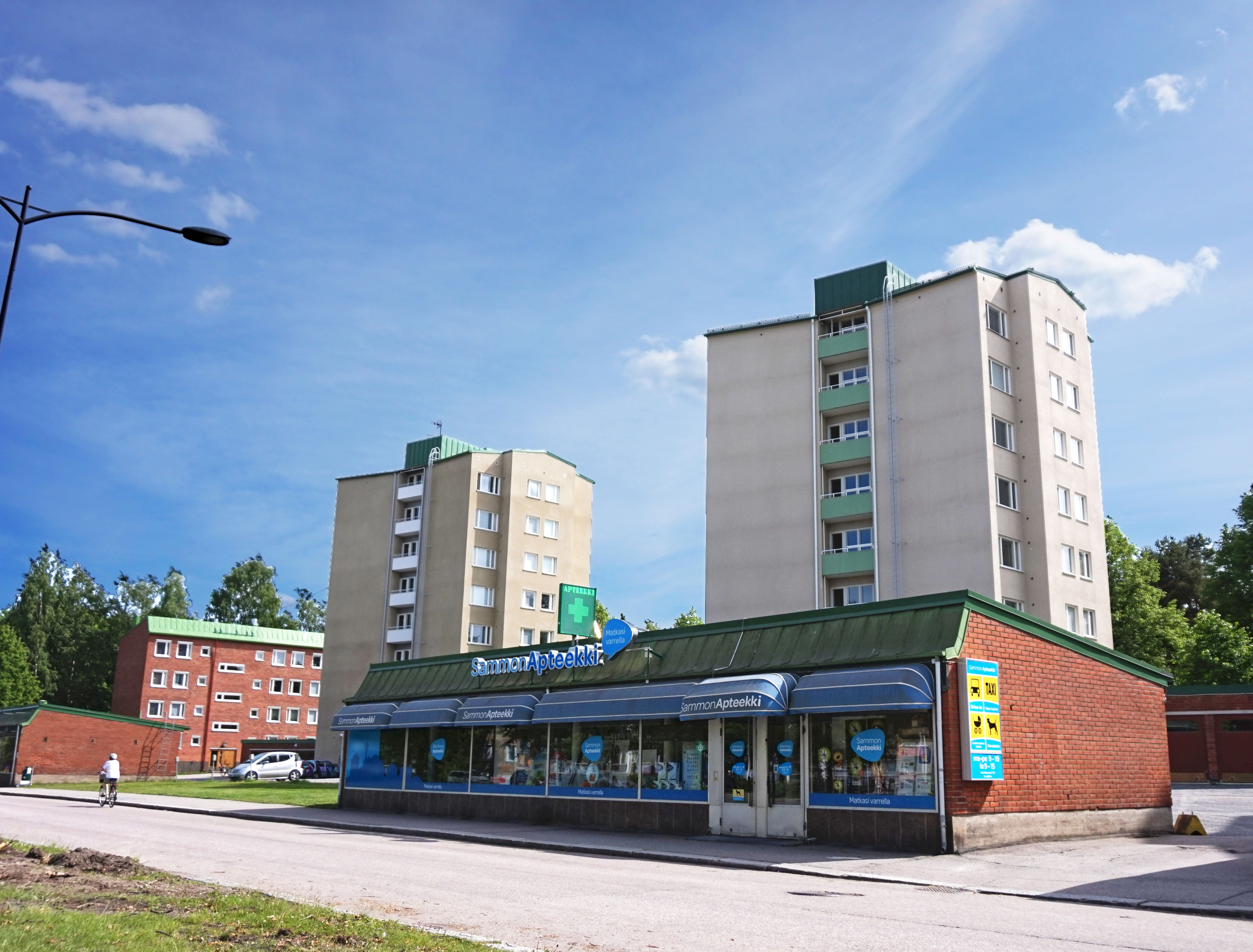
Pharmacie de Kalevanrinne.
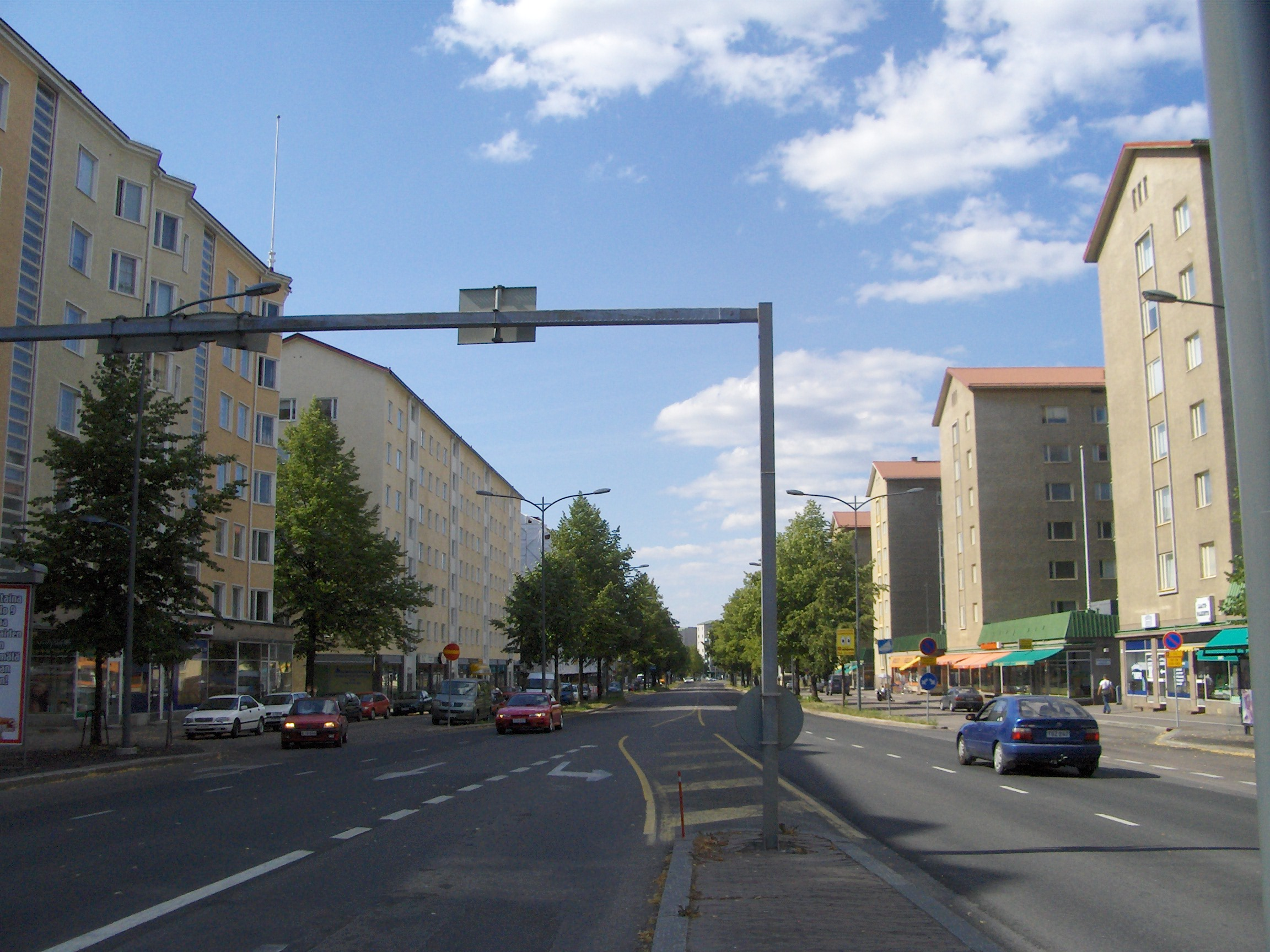
La rue Sammonkatu.
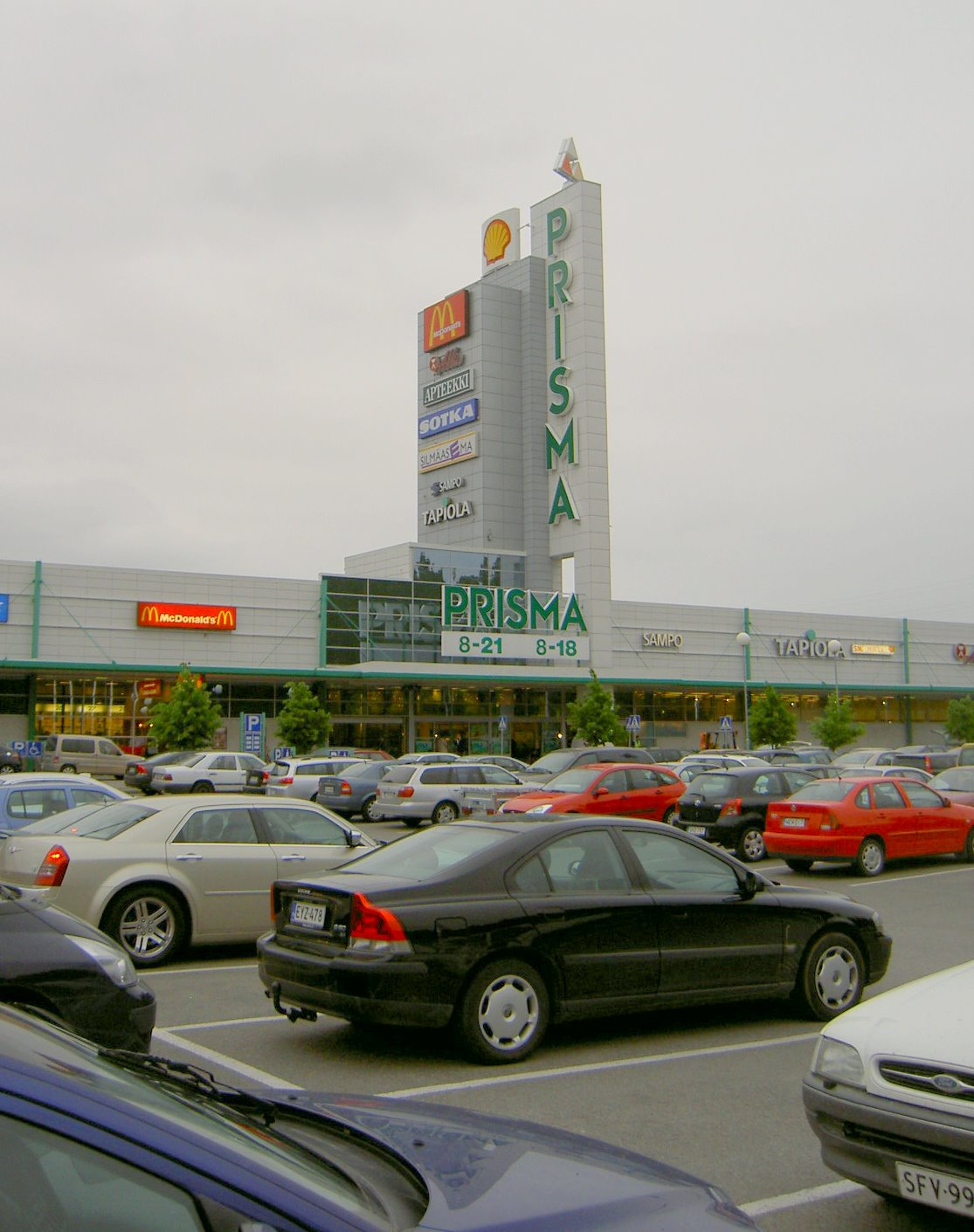
Prisma.